# Posadia
Loeblichopsis es un género de foraminífero bentónico de la subfamilia Hormosininae, de la familia Hormosinidae, de la superfamilia Hormosinoidea, del suborden Hormosinina y del orden Lituolida. Su especie tipo es Posadia feroniensis. Su rango cronoestratigráfico abarca el Bathoniense (Jurásico medio).

## Discusión
Clasificaciones previas incluían Loeblichopsis en el suborden Textulariina del orden Textulariida o en el orden Lituolida sin diferenciar el suborden Hormosinina.

## Clasificación
Loeblichopsis incluye a las siguientes especies:
- Posadia feroniensis